# Mang-Kako
Mang-Kako (ou Mang-Kaka, Mang-Kalo ; autrefois Makak-Kaka ou Kaka-Makak) est un village du Cameroun situé dans le département du Haut-Nyong (région de l'Est). Il appartient à la commune de Lomié et au canton de Nzime-Est.

## Population
Mang-Kako compte 164 habitants, dont 92 hommes et 72 femmes, d'après le recensement de 2005.
En 1964-1965, le village de « Makak-Kaka » était peuplé de 130 habitants, d'ethnie kaka.

## Infrastructures et ressources
En 1965, Makak-Kaka est situé sur la piste depuis Eschiambor vers Yokadouma.
Au début des années 2010, Mang-Kako était relié à Lomié par une piste de collecte de 100 km, signalée comme impraticable. Le territoire du village accueillait une école primaire publique et un foyer communautaire, ainsi qu'une source aménagée et une forêt communale de près de 5 000 km2, dont une partie du bois était transformée sur place dans une scierie communale.